# Дуду (царь Аккада)
Дуду (шум. du-du) — царь Аккаде, правил приблизительно в 2173 — 2152 годах до н. э., из династии Аккаде.
После смерти Шаркалишарри в стране наступила полная анархия. Смена царей происходила быстро и даже составители «Царского списка» не уверены, кто из последующих четырёх лиц (Игиги, Нанум, Ими, Элулу), указанных в «Царском списке» правил, а кто только был претендентом на престол. Все они имели странные, по-видимому, уменьшительные, но во всяком случае не династические имена и все вместе они правили 3 года (ок. 2176 — 2173 гг. до н. э.). В борьбе за престол Аккаде принял участие и гутийский вождь Элулу-Меш (которого «Царский список» упоминает под именем Элулу). В конце концов престол удалось заполучить потомку династии Саргона — Дуду. 
Дуду (имеет также уменьшительное имя) приписывается восстановление порядка, а также, возможно, независимость и сила (до определённой степени), приобретённые Аккадом. Его посвятительная надпись была найдена в Ниппуре, а ещё две — в Адабе. Дуду временно признавался даже в и Лагаше. Данный факт даёт нам основания полагать, что он как минимум вернул контроль над севером Шумера. Не исключено, правда, что фактически Дуду зависел от гутиев.
Согласно шумерскому Царскому списку Дуду правил 21 год. В отличие от предшествующих ему аккадских царей, от времени правления Дуду не осталось ни одной датировочной формулы. Факт, что после его смерти трон занял его сын Шу-Дурул, свидетельствует об установлении относительной стабильности. 
| Династия Аккаде                                              |                                                                            |                    |
| Предшественник: Икики, Нанум, Ими, Элулу (возможно Элулумеш) | царь Аккаде, царь Шумера и Аккада ок. 2173 — 2152 до н. э. (правил 21 год) | Преемник: Шу-дурул |